# Dawuane Smoot
Dawuane Smoot, detto D.J. (Groveport, 2 marzo 1995), è un giocatore di football americano statunitense che milita nel ruolo di defensive end per i Buffalo Bills della National Football League  (NFL).

## Carriera

### Jacksonville Jaguars
Smoot al college giocò a football con gli Illinois Fighting Illini dal 2013 al 2016. Fu scelto nel corso del terzo giro (68º assoluto) nel Draft NFL 2017 dai Jacksonville Jaguars. Debuttò come professionista subentrando nella gara del primo turno contro gli Houston Texans mettendo a segno un tackle. La sua stagione da rookie si concluse disputando tutte 16 partite, nessuna delle quali come titolare, facendo registrare 20 tackle.
Nella settimana 9 della stagione 2022 Smoot mise a segno 2 sack su Derek Carr, contribuendo alla vittoria in rimonta sui Las Vegas Raiders.

### Buffalo Bills
Il 4 maggio 2024 Smoot firmó un contratto di un anno con i Buffalo Bills.